# Shell (film)
Shell è un film del 2012 diretto da Scott Graham.

## Trama
La diciassettenne Shell vive sola con il padre, Pete, che soffre di epilessia, in una stazione di servizio, nelle Highlands scozzesi. Possono passare settimane prima che qualcuno si fermi con la macchina per fare benzina, ma padre e figlia sembrano esserci abituati.

## Riconoscimenti
- Torino Film Festival
  - 2012 – Miglior film